# 勤務兵
勤務兵是指在軍隊中服雜役，並提供軍官個人服務的士兵。偶爾需要兼任傳令兵（傳達兵）幫忙送信，傳達命令。勤務兵在戰時會與軍官隨行，承担军官生活杂务与战斗辅助，而這項傳統也在部分國家保留了下來。在現代軍事中屬於後勤。

## 各國概況

### 英國
在英國軍隊，勤務兵最早叫作「僕從兵」（soldier-servant），常由軍官（commissioned-officer）親自任命。在第一次世界大戰期間，凡是級別較高的軍官均會配有一名僕從兵。然而這一頭銜在戰間期因被認為不合時宜而被更換成「Batman」。其中「Bat」為英式英語中馱鞍的舊時講法，借自法語單詞bât，其中裝有軍官個人裝具與行李。在機動運輸尚未普及前，勤務兵常常要將裝有軍官行李的鞍具放在馱馬背上，然後牽馬前行。

### 韓國
在韓國軍隊中，勤務兵被翻譯為「公館兵（공관병）」或「當番兵（당번병）」。顧名思義，公館兵是要在高級軍官的公館（即官邸）裡處理雜事的士兵。該兵種雖不屬於正式編制，但只要將級以上指揮官許可便可設立，軍官能選擇要進入自己部隊的公館兵人選。這在韓國軍隊中有時會被認為是錢多事少的職位，可以免除各種訓練和任務，也可能獲得比較輕鬆的軍旅生活，但一方面得受人指使，接受直屬長官不合理、甚而越界的要求。依據職務內容，公館兵又可細分為圍棋兵、輔導兵、高爾夫兵、英語兵等。由於常被用於滿足長官多種個人目的，因此從2000-10年代就屢屢爆出公館兵受到不當對待的檢舉。 

### 中國
在中國，勤務兵簡稱勤務，舊時僅是作為給長官或軍官提供貼身服務的職位而存在，到了現代因專業分工的緣故名義上不太一樣，比如居於領導位子的通常只會配保安或警衛，而其職務會轉換到部隊其他人員身上。在中國大陸的報章新聞標題上，勤務兵亦被媒體用於宣傳公務人員的事蹟，再現方式通常是在標題告訴讀者某人士自稱人民的勤務兵，並在報導中描寫其在地方上或對人民群眾的正面影響，成為地方或官方媒體下標題和撰寫故事的選字。
早年服役於國民革命軍的政治家和軍事家劉伯承回國在翻譯外文文件時，出於對軍中等級制度的厭惡，將一系列軍隊舊稱謂，如“護兵”“勤務兵”改稱“警衛員”和“公務員”。
在中華民國大陸時期，勤务兵通常直接服务于连级以上军官，如团长、师长等，承担军官生活杂务与战斗辅助。1949年國府遷臺後的數年間，也還是有這等人員。當中因為國軍在撤退時從大陸帶走許多看起來無依無靠的少童（6-16歲都有），這些被稱為「娃娃兵」的青少年一時間進入部隊常常就被分配到雜役和勤務兵的工作。